# Christian Adolph Klotz

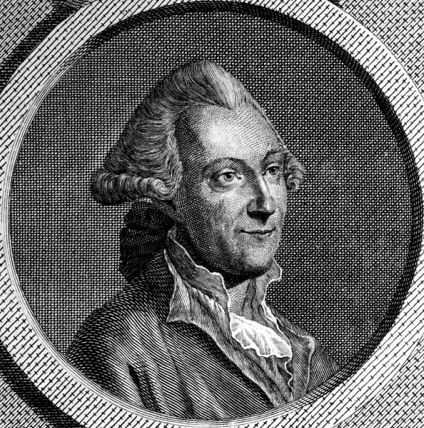
Christian Klotz

Christian Adolph Klotz (Bischofswerda, 13 de novembro de 1738 – Halle, 31 de dezembro de 1771) foi um filólogo alemão. Ele era um ilustre representante do período de transição entre a Iluminismo e o Sturm und Drang alemão.